# Oberbipp
Oberbipp ist eine politische Gemeinde im Verwaltungskreis Oberaargau des Kantons Bern in der Schweiz.

## Geographie
Oberbipp liegt auf 500 m ü. M., 12 km nordöstlich von Solothurn (Luftlinie). Das Dorf erstreckt sich auf dem flachen Schwemmkegel, den der Dorfbach am Jurasüdfuss im Lauf der Zeit gebildet hat, auf der leicht gewellten Fläche des Bipperamtes am Fuss des Höllchöpfli, im Oberaargau.
Die Fläche des 8,5 km² grossen Gemeindegebiets umfasst einen Abschnitt des nördlichen Berner Mittellandes. Der Hauptteil des Gebietes wird von der leicht gewellten Landschaft des Bipperamtes eingenommen. Während des Hochstadiums der Würmeiszeit reichte der Rhonegletscher bis in die Gegend von Wangen an der Aare und häufte vor seiner Zunge eine Menge Moränenmaterial an. Ein grosser Teil dieser ehemaligen Endmoräne ist heute vom Längwald bedeckt, der im Chällerrain am Rand des Aaretals mit 510 m ü. M. seinen höchsten Punkt erreicht. Nördlich an den Längwald schliesst eine Schotterebene an, von der nur ein kleiner Anteil des Ränkholzes zwischen Oberbipp und Niederbipp zur Gemeinde gehört. Ebenfalls in der Moränenlandschaft südlich des Dorfes befindet sich das Erlimoos, ein Naturschutzgebiet mit Weiher.
Nach Nordwesten reicht der Gemeindeboden in das Quellgebiet des Dorfbaches und über mehrere Hangterrassen (Stierenweid, Brächbüel) bis an den Stufenrand des Geländevorsprungs von Wolfisberg, an dem mit 660 m ü. M. der höchste Punkt von Oberbipp erreicht wird. Die Geomorphologie des Jurasüdhangs bei Oberbipp ist das Produkt eines gewaltigen Bergrutsches, der sich am Ende der Risseiszeit ereignete, als mit dem Rückzug des eiszeitlichen Rhonegletschers die stabilisierende Wirkung des Eises wegfiel. Deshalb rutschte der südliche Schenkel der Antiklinale der ersten Jurakette ab und hinterliess eine grosse Bergsturzzone, erkennbar auch an der Vorhügelzone beim Schloss Bipp. Von der Gemeindefläche entfielen 1997 12 % auf Siedlungen, 38 % auf Wald und Gehölze, 49 % auf Landwirtschaft, und etwas weniger als 1 % war unproduktives Land.
Zu Oberbipp gehören verschiedene Einzelhöfe. Nachbargemeinden von Oberbipp sind Niederbipp, Bannwil, Walliswil bei Niederbipp, Wiedlisbach und Rumisberg.

## Bevölkerung
| Bevölkerungsentwicklung | Bevölkerungsentwicklung |
| Jahr                    | Einwohner               |
| ----------------------- | ----------------------- |
| 1757                    | 414                     |
| 1798                    | 492                     |
| 1850                    | 801                     |
| 1860                    | 786                     |
| 1910                    | 913                     |
| 1950                    | 981                     |
| 1960                    | 989                     |
| 1970                    | 999                     |
| 1980                    | 1066                    |
| 1990                    | 1314                    |
| 2000                    | 1437                    |
| 2010                    | 1575                    |
| 2015                    | 1650                    |
| 2023                    | 1899                    |

Mit 1899 Einwohnern (Stand 31. Dezember 2023) gehört Oberbipp zu den kleineren Gemeinden des Kantons Bern. Von den Bewohnern sind 91,9 % deutschsprachig, 1,9 % albanischsprachig, und 1,5 % sprechen Serbokroatisch (Stand 2000). Die Bevölkerungszahl von Oberbipp belief sich sowohl 1850 als auch 1900 auf 801 Einwohner. Im Verlauf des 20. Jahrhunderts stieg die Bevölkerungszahl bis 1970 leicht auf 999 Personen an. Seither wurde eine deutlich verstärkte Bevölkerungszunahme verzeichnet.

## Wirtschaft und Infrastruktur
Oberbipp war bis weit ins 20. Jahrhundert hinein ein vorwiegend durch die Landwirtschaft geprägtes Dorf. Noch heute haben der Ackerbau dank den fruchtbaren Böden sowie die Viehzucht und die Forstwirtschaft einen gewissen Stellenwert in der Erwerbsstruktur der Bevölkerung.
Zahlreiche weitere Arbeitsplätze sind im Gewerbe und im Dienstleistungssektor vorhanden. Vor allem am östlichen Dorfrand hat sich seit den 1970er Jahren eine grössere Industrie- und Gewerbezone gebildet. In Oberbipp sind heute Unternehmen der Verpackungstechnik, des Metallbaus, des Baugewerbes, der Logistik, der Nahrungsmittelproduktion, der Elektrobranche, der Informationstechnologie, das Tanklager der Wartmann Holding AG, Schreinereien und mechanische Werkstätten vertreten.

In den letzten Jahrzehnten hat sich das Dorf dank seiner attraktiven Lage zu einer Wohngemeinde entwickelt. Neue Wohnquartiere entstanden am Hang oberhalb des Dorfkerns. Viele Erwerbstätige sind deshalb Wegpendler, die hauptsächlich in den grösseren Ortschaften entlang des Jurasüdfusses zwischen Solothurn und Olten arbeiten.

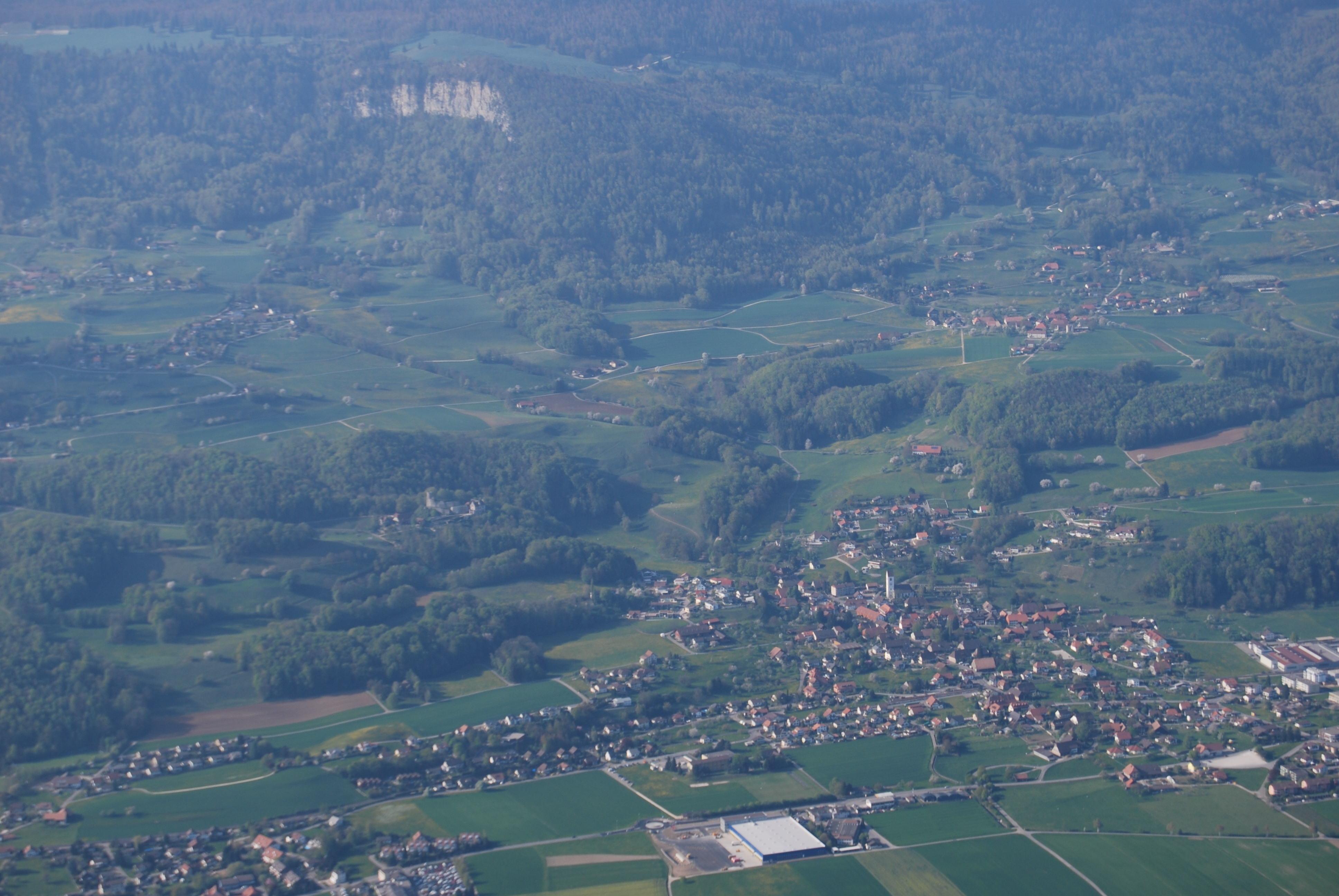
Luftbild von Oberbipp

### Käserei
Die Käsereigenossenschaft veranlasste im Jahre 1913/14 den Bau einer modernen Käserei. 1980 wurde eine sehr moderne und neuzeitliche Käserei-Einrichtung eingebaut. 1997 wurde das Dach neu eingedeckt sowie eine Aussenrenovation vorgenommen. Die Güterzusammenlegung hat zum Bau von sieben neuen Landwirtschafts-Siedlungen geführt. Heute liefern noch zehn Lieferanten ca. 1 Mio. Liter Milch pro Jahr (1934 haben 63 Lieferanten dieselbe Milchmenge gemolken). Ende April 2003 wurden die letzten drei Emmentaler-Käselaibe produziert. Danach wurden mit etwa der Hälfte der angelieferten Milchmenge verschiedene Weichkäse, Joghurts, Pastmilch und Milchdrinks hergestellt. Die Restmilchmenge wurde abgeholt. 2018 wurde die Käserei verkauft und die Fabrikation eingestellt.

### Wasserversorgung
1971 bis 1973 wurde mit dem Bau des jetzigen Wasserreservoirs «Würzen» sowie dem Pumpwerk «Boll» ein wichtiger Schritt für eine moderne Wasserversorgung getan. Eine erste Gemeindewasserversorgung wurde 1890 erstellt. Mit dem Bau des regionalen Wasserpumpwerkes von 2001 im «Hasenrain» wurde im Wasserverbund Bipperamt («Wabi») sowohl in quantitativer wie auch in qualitativer Hinsicht die letzte Lücke geschlossen.

### Abwasser
Heute sind faktisch alle Wohnungen sowie die Industrie- und Gewerbebauten an die ARA des Gemeindeverbandes Wangen-Wiedlisbach in Wangen a. d. Aare angeschlossen.

### Verkehr
Die Gemeinde ist verkehrstechnisch sehr gut erschlossen. Sie liegt an der Hauptstrasse 5 von Solothurn nach Olten. Der nächste Anschluss an die Autobahn A1 (Bern–Zürich), welche das Gemeindegebiet durchquert, befindet sich rund 3 km vom Ortskern entfernt. Am 9. Januar 1918 wurde die Schmalspurbahnlinie der Solothurn-Niederbipp-Bahn mit einem Bahnhof in Oberbipp in Betrieb genommen. Die Strecke wird heute von der Aare Seeland mobil betrieben.

## Schulen
Die erstmalige Erwähnung einer Schule in Oberbipp findet man bereits 1673. Der Unterricht wurde durch den Ortspfarrer erteilt. Der Unterrichtsraum befand sich im 1. Stock des «Buchistöcklis», das 1823 nach einem Grossbrand neu aufgebaut wurde. 1823 wurde das heutige Gemeindehaus als erstes Schulhaus erbaut, und zwar noch vor der Aufteilung in eine Burger- und Einwohnergemeinde. 1935 wurden mit zwei Erker-Ausbauten zwei weitere Schulzimmer aufgesetzt.
Auf Initiative des Frauenvereines wurde von 1971 bis 1972 ein Kindergarten erstellt. 1992 wurde dieser erweitert und überdacht sowie neue Wohnungen eingebaut.
1971 bis 1973 erstellte die Gemeinde eine neue Primarschulanlage mit Mehrzweckhalle und Sportplatz. Das Schulhaus wurde 1994 und 1995 erweitert und grundlegend restauriert.
Die Sekundarschule der Gesamtkirchgemeinde Oberbipp befindet sich seit deren Gründung von 1860 in Wiedlisbach. Von 1860 bis 1900 wurden auch die Sekundarschüler der Kirchgemeinden Wangen an der Aare und Niederbipp in Wiedlisbach unterrichtet. Die Gründung der Sekundarschule Wiedlisbach ist den damaligen Pfarrherren der drei Kirchgemeinden zu danken.

## Geschichte

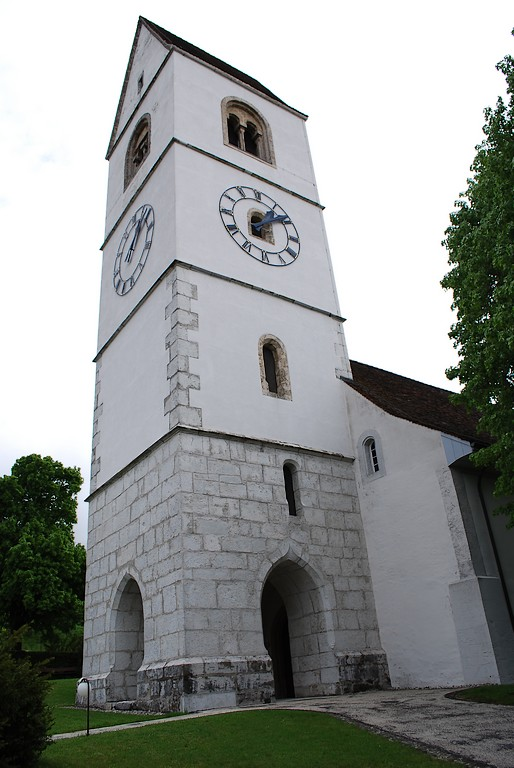
Kirche Oberbipp

Luftbild (1947)

Das Gemeindegebiet von Oberbipp war schon sehr früh bewohnt, was durch die Ausgrabung von Überresten einer römischen Siedlung nachgewiesen werden konnte. Die erste urkundliche Erwähnung des Ortes in der Form Pipinensis stammt aus dem Jahr 866; von 968 ist Pippa überliefert. Bipp geht auf den germanischen Personennamen Bippo oder Pippin zurück und bedeutet demnach Grundstück des Bippo/Pippin. Erst seit dem Beginn des 14. Jahrhunderts ist die Unterscheidung als Oberbipp bekannt: Bipo superioris (1302), Bippa supra (1318), Obern Bipp (1327), Obernbippa (1388) und Obern Bypp (1411).
Seit dem Mittelalter unterstand Oberbipp der Landgrafschaft Buchsgau, die seit dem 11. Jahrhundert von den Grafen von Frohburg verwaltet wurde. Es gehörte darin zur Herrschaft Bipp, deren westlicher Teil 1297 an die Grafen von Neuenburg-Nidau kam. Auch später teilte Oberbipp das Schicksal der Herrschaft Bipp. Mit dieser Herrschaft gelangte das Dorf 1413 unter die gemeinsame Verwaltung von Bern und Solothurn. Nach der Teilung des Buchsgaus kam Oberbipp 1463 unter die alleinige Oberhoheit der Stadt Bern, die das Gebiet in der Landvogtei Bipp organisierte. Der Landvogt residierte bis 1798 auf der oberhalb des Dorfes gelegenen Burg Bipp. Nachdem der letzte Vogt seinen Sitz infolge des Einmarschs der Franzosen hatte verlassen müssen, plünderte die Dorfbevölkerung die Burg und steckte sie in Brand.
In der Helvetik gehörte Oberbipp zum Distrikt Wangen und in der Mediation ab 1803 zum Oberamt Wangen, das mit der neuen Kantonsverfassung von 1831 den Status eines Amtsbezirks erhielt. Bis 1829 bestand in Oberbipp eine Gesamtgemeinde, deren Verwaltung der Säckelmeister besorgte. Das neue Tellenreglement und das bernische Gemeindegesetz vom 20. Dezember 1833 machten die Trennung zwischen Burgergemeinde und der Einwohnergemeinde unaufschiebbar. Der Ausscheidungsvertrag von 1837 ist, mit geringfügigen Änderungen, heute noch in Kraft. Am 19. Juli 1832 wurde an der ersten Einwohnergemeindeversammlung, die von 52 Stimmberechtigten sehr gut besucht war, Jakob Mägli zum ersten Gemeindepräsidenten gewählt. Heute amtiert Thomas Beer als 31. Gemeinderats- & Gemeindepräsident in einer Person. Am 1. April 2014 hat der 13. Gemeindeschreiber Adrian Obi sein Amt angetreten. Rudolf Felber war 1832, damals noch im Nebenamt, zum 1. Schreiber gewählt worden.

## Wappen
Das älteste und heraldisch wertvollste Gemeindewappen befindet sich im Chor der Dorfkirche, in einem Kirchenfenster auf der linken Seite, aus dem Jahre 1659 stammend. Dargestellt sind drei Tannen auf einem grünen Dreiberg.
Anlässlich der Gemeindewappen-Bereinigung im Kanton Bern von 1947 erhielt die Gemeinde das heutige Wappen: Drei Lindenbäume auf einem grünen Dreiberg geben die topographische Lage wieder. Ein Blick von Süden gegen das Dorf zeigt das Gemeindewappen in Natura: der Dorfkern, eingebettet zwischen zwei Juraterrassen; einerseits westlich die Talacker mit dem «Schlossberg», anderseits östlich die Räben und die beiden Stierenweiden zeigen den grünen Dreiberg. Auf dem Lindenplatz im Dorfkern sowie auf einer Kuppe vor dem Schloss Bipp und beim Schützenhaus auf der Unteren Stierenweid befindet sich je eine dieser drei Wappenlindenbäume. Im Sommer 1976 wurden beim neuen Schulhaus drei Lindenbäume als symbolisches Wappen gepflanzt.

## Sehenswürdigkeiten

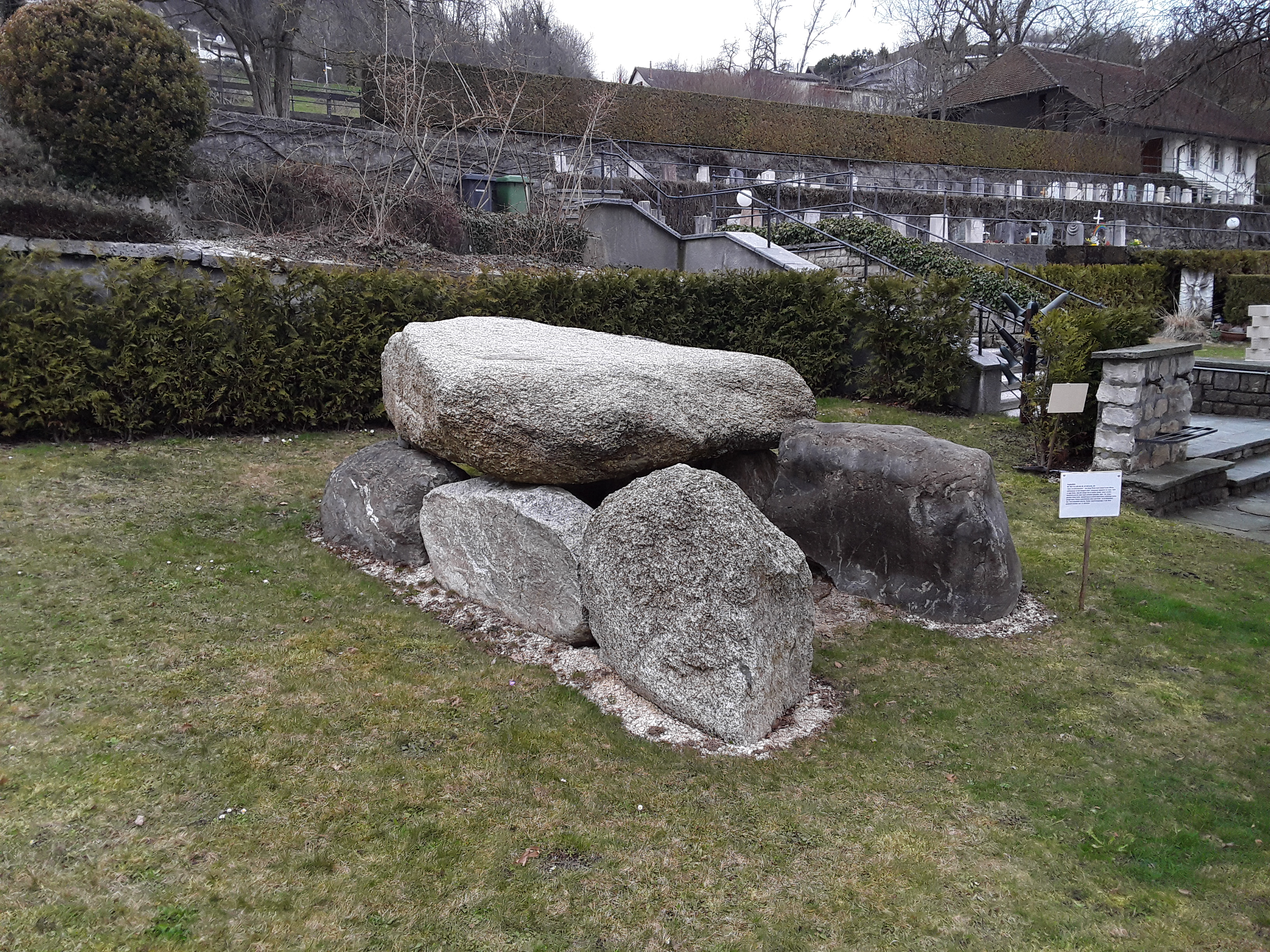
Dolmen von Oberbipp

Der Dolmen von Oberbipp wurde 2011 entdeckt, als sich eine grosse Granitplatte in einer Weide bei näheren Untersuchungen als die Deckenplatte eines neolithischen Kollektivgrabes erwies. Der Dolmen von Oberbipp gehört zu einem in der Schweiz selten erhaltenen Gräbertyp. Die Ausgrabungen sind abgeschlossen, und der Dolmen hat eine neue Ruhestätte zwischen Friedhof und Kirche gefunden.
Die Dorfkirche geht gemäss Ausgrabungen auf eine karolingische Kirche zurück, die später durch eine romanische Basilika ersetzt wurde. Im Rahmen von umfangreichen Ausgrabungen ab 1959 wurden unter der Kirche die Fundamente der Vorgängerbauten und die Reste einer römischen Villa aus dem 2. Jahrhundert nach Christus freigelegt, die heute der Öffentlichkeit zugänglich sind. Der heutige Bau der Kirche wurde 1686 nach Plänen von Abraham Dünz errichtet, während der Frontturm noch vom Vorgängerbau aus der Zeit um 1487 stammt.
Das Pfarrhaus wurde von 1629 bis 1630 erbaut.
Im alten Dorfkern sind charakteristische Bauern- und Bürgerhäuser sowie Speicherbauten aus dem 17. bis 19. Jahrhundert erhalten. Seit 1988 ist der Ortskern im Inventar der schützenswerten Ortsbilder der Schweiz als Siedlungsgruppe von nationaler Bedeutung verzeichnet.
Auf einer Anhöhe oberhalb des Dorfes steht das Schloss Bipp, Mittelpunkt der einstigen Herrschaft Bipp und danach der Landvogtei Bipp. Die im 13. Jahrhundert gegründete und später mehrmals veränderte Burg wurde 1798 niedergebrannt und zerfiel seither allmählich zur Ruine. 1852 ging das Gelände in den Besitz einer Basler Familie, welche 1855 das Herrenhaus an der Stelle des ehemaligen Kornhauses errichtete. Die Ruinen und Ringmauern der alten Burg sind restauriert. Das Burgareal befindet sich in Privatbesitz und ist nicht frei zugänglich.